# 胡启生
胡启生（1971年5月—），男，汉族，安徽桐城人，中华人民共和国政治人物。

## 生平
1992年6月加入中国共产党。1993年7月毕业于安徽师范大学历史系历史教育专业。毕业后在芜湖市人事局工作，先后任芜湖市人事局科员，芜湖市人事局办公室副主任。1998年9月至2001年7月，在北京大学政府管理学院比较政府与政治专业学习，获法学博士学位。
2001年7月，进入安徽省委办公厅综合调研室工作，先后任综合调研室助理调研员、综合调研室副主任。2004年9月起，历任滁州市委副秘书长（2005年5月明确为正处级），合肥市高新技术开发区管委会副主任、合肥市蜀山区委常委、蜀山经济技术开发区管委会主任，合肥市包河区委副书记、代区长、区长。2011年12月，任包河区委书记。2015年6月，被中共中央组织部授予“全国优秀县委书记”称号。同月，转任中共巢湖市委书记。2015年8月，任合肥市委常委、巢湖市委书记。2017年12月，任铜陵市委副书记、代市长。2018年1月去代转正。同月，当选第十三届全国人民代表大会安徽地区代表。
2021年4月，辞去铜陵市人民政府市长职务，任河北省人民政府党组成员。同年5月，任河北省人民政府副省长。
2025年1月7日，被免去河北省人民政府副省长一职。